# Blanca Basiano
Blanca Basiano Cruchaga (Pamplona, 1980) es una periodista y reportera española que presentó el informativo de fin de semana de Antena 3 sustituyendo a Lourdes Maldonado en verano de 2011 y que desde 2012 hasta 2019 se encontraba como reportera de Antena 3 Noticias en Cataluña.
Es hija del pintor Jaime Basiano Goizueta y nieta, por tanto, del también pintor Jesús Basiano Martínez.